# Skimboard
 (août 2020).
Si vous disposez d'ouvrages ou d'articles de référence ou si vous connaissez des sites web de qualité traitant du thème abordé ici, merci de compléter l'article en donnant les références utiles à sa vérifiabilité et en les liant à la section « Notes et références ».

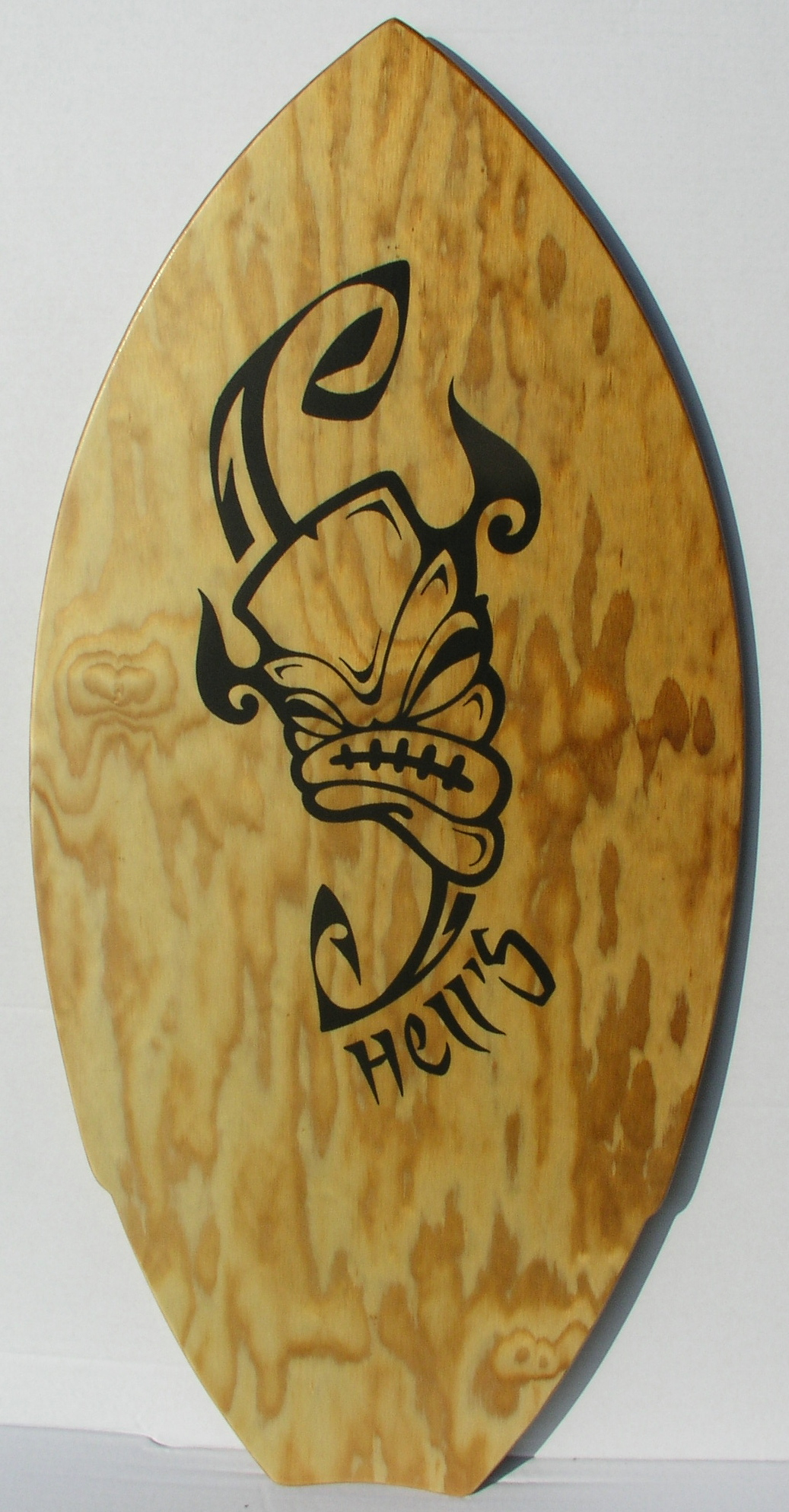
Skimboard en bois de 108 x 51cm - France

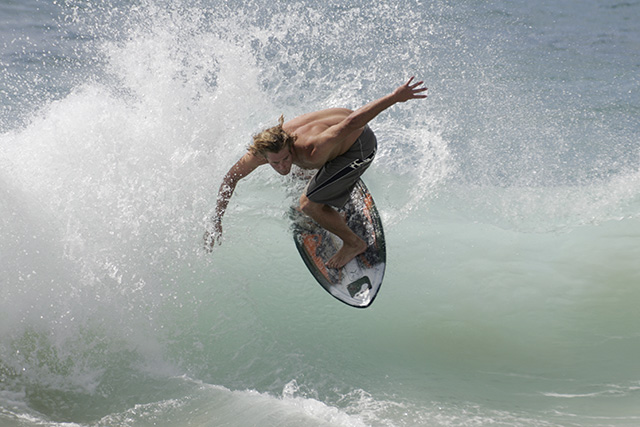
L'attaque des brisants de rivage.

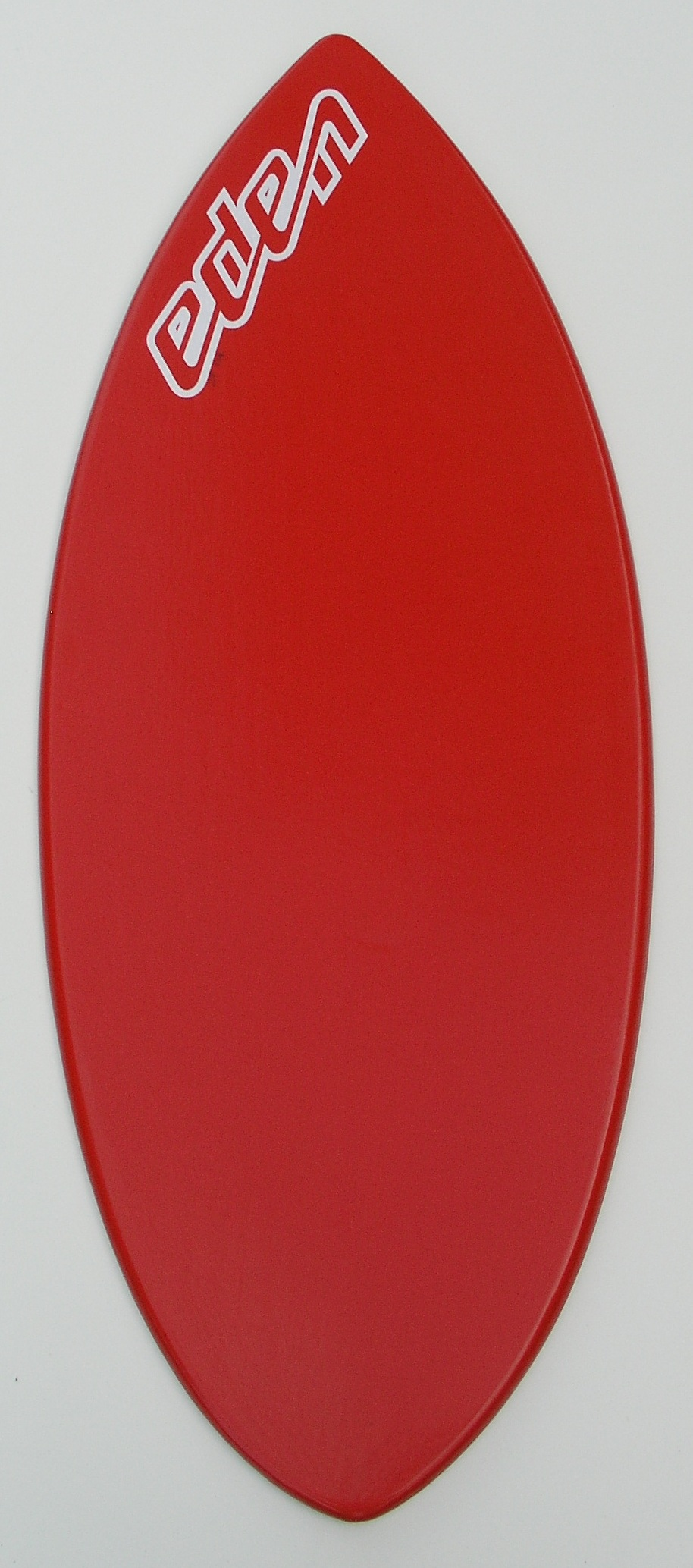
Skimboard en matériaux composites 134 x 52cm, mousse + fibre de verre/résine polyester - France

Le skimboard, ou la planche de plage, est un sport de glisse qui consiste à surfer sur une vague en se lançant de la plage. Le nom vient du verbe anglais to skim (écumer, écrémer, frôler) et de board (planche), comme dans surfboard (planche de surf), un skimboard est donc littéralement une « planche à frôler/écumer » car elle plane au ras de l'eau.

## Rudiments techniques
Le débutant utilisera généralement une planche (skimboard) en contreplaqué vernis. Le pratiquant confirmé choisira une planche en matériaux composites formée d'un sandwich avec un cœur en mousse légère recouvert d'un stratifié résine (époxy ou polyester) + fibre de verre, sur le même principe que les planches de surf. Le professionnel emploiera une planche presque identique mais avec des matériaux composites plus nobles (et plus chers) comme la fibre de carbone ou les tissus de verre spéciaux (S-glass). Ces planches (boards) sont beaucoup plus fines que les planches de surf (entre 1 et 2,5 cm d'épaisseur maxi) et toujours dépourvues de dérive. Leur longueur correspond approximativement à la hauteur du plexus de leur utilisateur, jusqu'au menton au maximum. Leur tiers avant est légèrement relevé et s'appelle le rocker.
Le phénomène qui permet au skimboard de glisser est l’hydroplanage (planing). En effet, lorsque le skimboard est animé d'un léger mouvement, une fine pellicule d'eau (moins de 1 cm d'eau) s'accumule entre sa surface et le sable. Le comportement de l'engin est alors comparable à celui d'une savonnette sur du carrelage mouillé. On peut glisser très loin même avec une faible vitesse, car le sable « porte » la pellicule d'eau qui « porte » la planche.
En revanche, si l'on veut aller plus loin du bord, dans de l'eau profonde, l'hydroplanage ne marche plus et la planche se retrouve (ainsi que le skimboardeur) dans la situation d'un ski nautique (ou d'un wakeboard/flysurf/caillou en ricochet, etc.). Si la vitesse est trop faible, la planche coule immédiatement car sa flottabilité est insuffisante pour porter un homme (comme un ski nautique à l'arrêt), seule la vitesse la maintient en hydroplanage. La pratique devient donc beaucoup plus difficile et technique, mais aussi plus intéressante.
Il existe deux types de pratique de cette discipline, cohabitant au gré des marées.

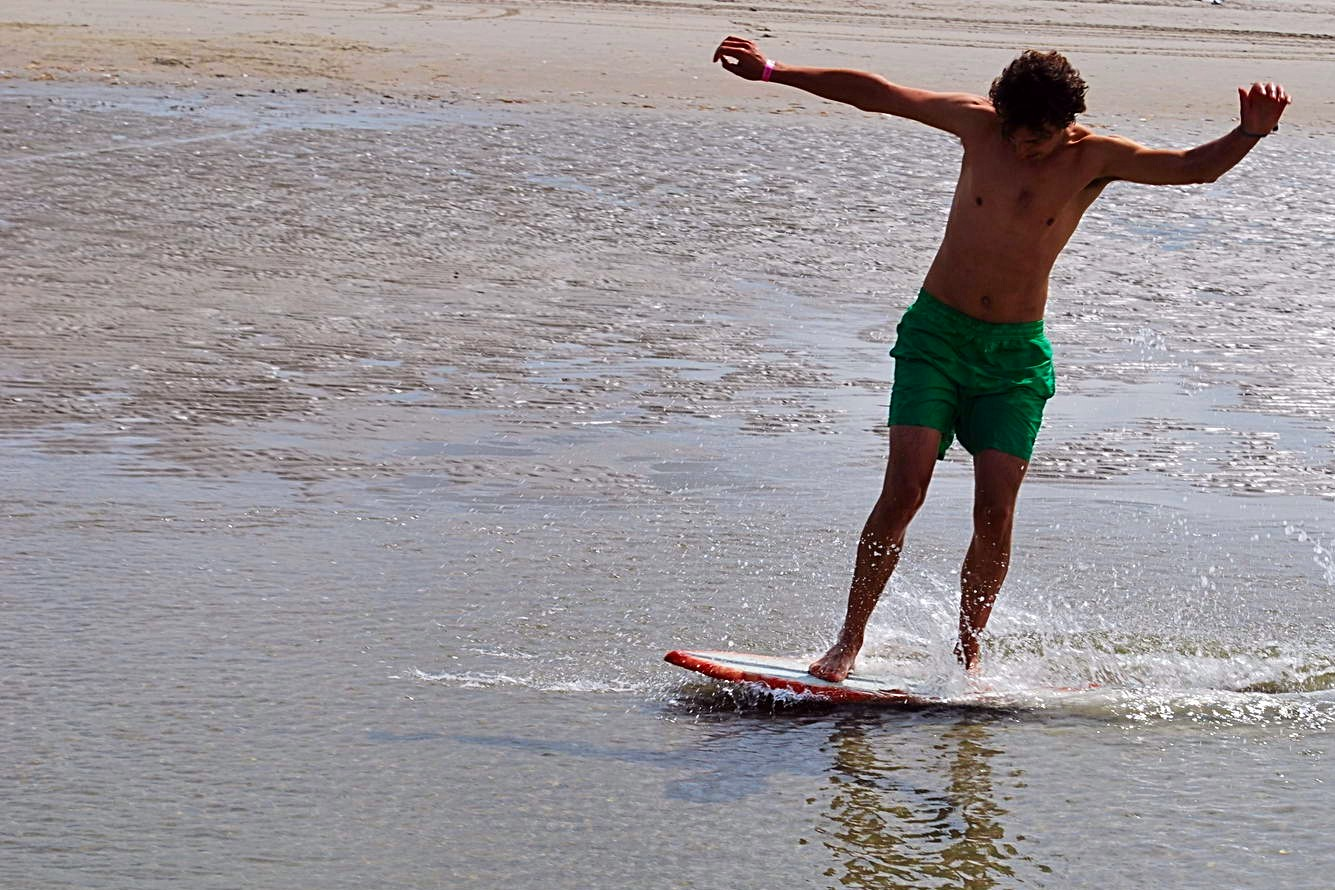
Skimboard pratiquant le flat.

- La première est le flat, qui se pratique à marée basse et généralement avec de simples planches en bois. Les vagues, qui se retirent lentement, laissent de grandes étendues de sable plat (d'où le nom flat) recouvert d'une mince couche d'eau (moins de 1 cm, pour bien glisser). Le planchiste (rider) lance sa planche devant lui, la rattrape en courant et saute dessus. À partir de là, il peut glisser tout droit ou enchaîner des figures (tricks) le plus souvent inspirées du skateboard. C'est la pratique des débutants, très facile pour s'initier au skimboard, et ne nécessitant pas une planche sophistiquée ni beaucoup de technique.

- L'attaque des brisants de rivage est la « vraie » pratique de ce sport. Elle nécessite une planche en composite (plus chère qu'une planche en bois) et une bonne technique. Dans ce cas, le skimboardeur court, planche à la main, vers la vague qui va dérouler. Dans son élan, il lance sa planche sur le sable recouvert d'une pellicule d'eau laissée par la vague qui se retire au bord, et tout de suite après il monte dessus, en pleine course, et profitant de l'inertie du mouvement continue à glisser avec elle sur l'eau plus profonde afin d'aller percuter la vague suivante en réalisant des figures très similaires à celles du surf.

La configuration de la plage et les conditions de vagues doivent bien sûr s'y prêter, ce n'est pas possible partout, cependant il est plus facile de trouver un coin (spot) connu pour ses bonnes vagues ou qui convienne aussi bien au skimboard qu'au surf ou au windsurf (voir la rubrique « Où pratiquer »).  
La pratique de ce sport peut être assez physique, il faut être bon coureur, supporter un rythme soutenu (courir sur du sable n'est pas aussi aisé qu'on pourrait le croire) et ne pas avoir peur des chutes.

## Historique
Cousin du surf, le skimboard est né aux États-Unis et en Polynésie dans les années 1930. Il s'agissait alors d'une simple planche de bois massif aux bords arrondis. La Seconde Guerre mondiale vit le développement du skimboard (jusque là peu connu en France) grâce à l'invention du contreplaqué.
La petite histoire dit que le skimboard moderne en sandwich fibre de verre aurait été découvert par hasard, à Laguna Beach, sur la côte ouest des États-Unis, par un surveillant de baignade (lifeguard) qui aurait lancé sa planche de surf cassée (donc sans ses dérives) au bord de l'eau et s'en serait servi comme d'un skimboard. L'idée était lancée et allait donner une nouvelle jeunesse à ce « vieux » sport.
Le skimboard apparaît sur la côte basque vers 1960, sous la forme basique d'un simple disque de contreplaqué de 60 cm de diamètre dénommé commercialement « RONDO » – mais reste un jeu marginal qui finit par tomber dans l'oubli.
C'est seulement dans les années 1980 qu'il fait son retour sur nos plages, en suivant le boom du surf (le vrai). D'abord sous son aspect classique de planche de contreplaqué, de forme ovale cette fois, puis rapidement (1984) sous sa nouvelle forme, celui d'une planche de surf sans dérive, fabriquée à partir d'un pain de polyuréthane léger, et stratifié comme une planche de surf (fibre et résine). Il s'agit alors uniquement de planches américaines, Philippe Hervé distribution assurant la distribution de la marque américaine Victoria skimboards pour la France. Dans la foulée, quelques fabricants français, dont EDEN skimboards ou Kool Kangaloo Skimboards, se lancent sur le créneau et contribuent à démocratiser ce sport en faisant baisser les prix.
Le skimboard commence alors à se faire connaître, profitant de l'engouement pour les sports de glisse. Progressivement, grâce à l'apparition de nouveaux matériaux plus performants (la mousse de PVC expansée, surtout), de nouvelles planches voient le jour, offrant plus de solidité et de portance, et élargissant le champ d'action de l'engin.
En 1988, naît le premier championnat de France, à Biarritz.
Enfin, en 1992, la discipline rejoint la Fédération française de surf, qui prend alors en charge l'ensemble des compétitions nationales de skimboard.

## Spots

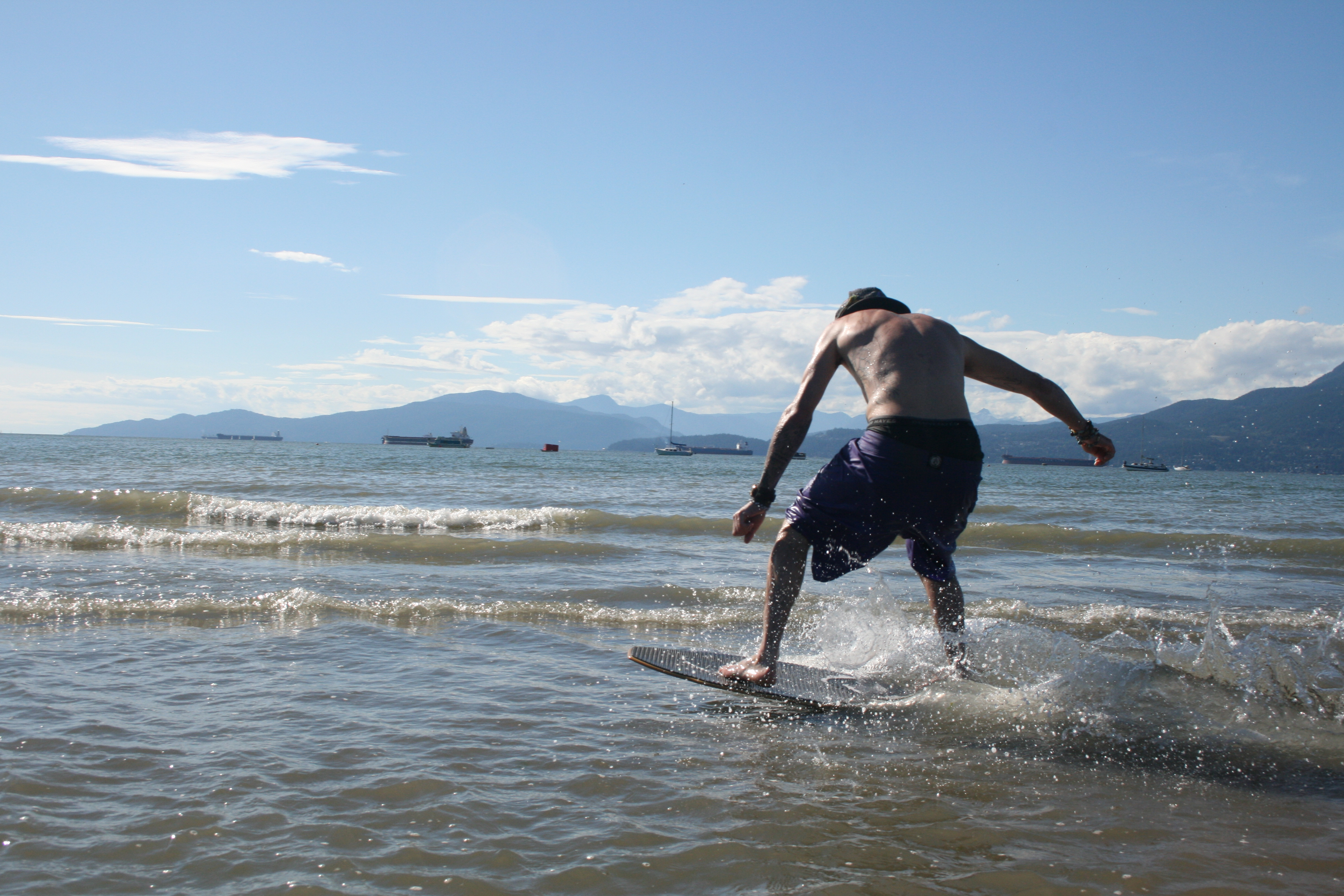
Pratiquant de skimboard.

Plusieurs spots, de tous types, s'offrent aux skimboardeurs. En fonction des fonds marins, la plage peut offrir des vagues latérales (liners), qui déroulent en biais sur de longues distances, des vagues cassant au dernier moment, des vagues tubulaires, etc. Il faut toujours choisir un spot adapté à son niveau, car le skimboard se pratique dans les brisants de rivage (shore break), zone particulièrement dangereuse où les risques de fractures et de noyades existent. Il faut donc commencer dans des spots surveillés avec de petites vagues. Les conditions idéales sont un vent de terre (offshore wind) , ou alors faible, et une houle bien formée afin que les vagues soient propres, tubulaires et lisses.
La Mecque du skimboard est Laguna Beach en Californie, où est né le skimboard moderne.
Les spots les plus connus dans le monde sont :
- Laguna Beach (),
- The Wedge (),  vague de ressac (back wash) qui peut être énorme,
- Cabo San Lucas (), vague de face très puissante et régulière,
- Sununga (),
- Parlee Beach ( Canada,
- Paço d'Arcos, Peniche, Consolaçao, Santa Cruz (),
- Mehdia Beach ( Maroc).

En France, on peut pratiquer le flat partout où la plage est de sable (Atlantique, Manche, Méditerranée). Pour la pratique sur les « brisants de rivage » (shore break) ou surf de vague, laquelle est plus exigeante, les spots les plus prisés sont (liste non exhaustive) :
- Cap Ferret (Gironde), liner célèbre, où la vague déroule longuement en biais, à l'entrée du bassin d'Arcachon,
- Hossegor (Landes), vague très puissante et régulière,
- La Courance, Bonne Source Beach (Loire-Atlantique),
- Royan/côte sauvage (Charente-Maritime),
- Cannes (Alpes-Maritimes),
- L'Île d'Oléron (Charente-Maritime),
- L'Embarcadère à La Tranche-sur-Mer, à côté de la plage principale,
- Ascain, Pont Romain (Pyrénées-Atlantiques).

## Les montées
1. Le lancer old School : vous lancez la planche devant vous, vous courez pour monter dessus. C'est la technique de base utilisée pour le "Flat".

1. La montée rapide : Il s'agit de courir la planche à la main, de la laisser tomber à plat sur votre côté ou devant vous en pleine course puis de monter dessus dès qu'elle touche le sol, en étant synchronisé avec votre planche. Cette technique permet de se lancer sur une distance très réduite et de conserver une grande vitesse pour mieux attaquer le shore break ou la déferlante qui se trouve un peu plus loin.

1. Le Monkey Crawl[2],[3] : Consiste à poser la planche au moment où vous atteignez l'eau et monter sur la planche au même moment, ainsi vous vous retrouvez un instant avec les quatre membres posés sur la planche, cette technique est difficilement maîtrisable, toutefois elle est utile pour éviter que la planche s'envole en cas de fort vent.

Techniques pour garder le maximum de vitesse une fois sur votre planche: 

la technique du « pomper » s'applique avec l'attaque du shorebreak, ceci est nécessaire si l'on veut prendre une vague plus éloignée de la plage que les autres. Il s'agit de relâcher un peu l'appui du pied avant sur l'avant de la planche puis de ré-appuyer et de recommencer la manœuvre, elle a pour but de vous faire prendre de la vitesse en allant face à la vague. La planche bat l'eau au rythme des appuis et progresse par "petits bonds rapides"

Le « désaxé » est une autre technique qui permet d'augmenter la distance parcourue, afin d'aller chercher la vague plus loin. Il s'agit de faire pivoter sa planche en marche, perpendiculairement au sens de glisse (donc en travers).

## Les figures

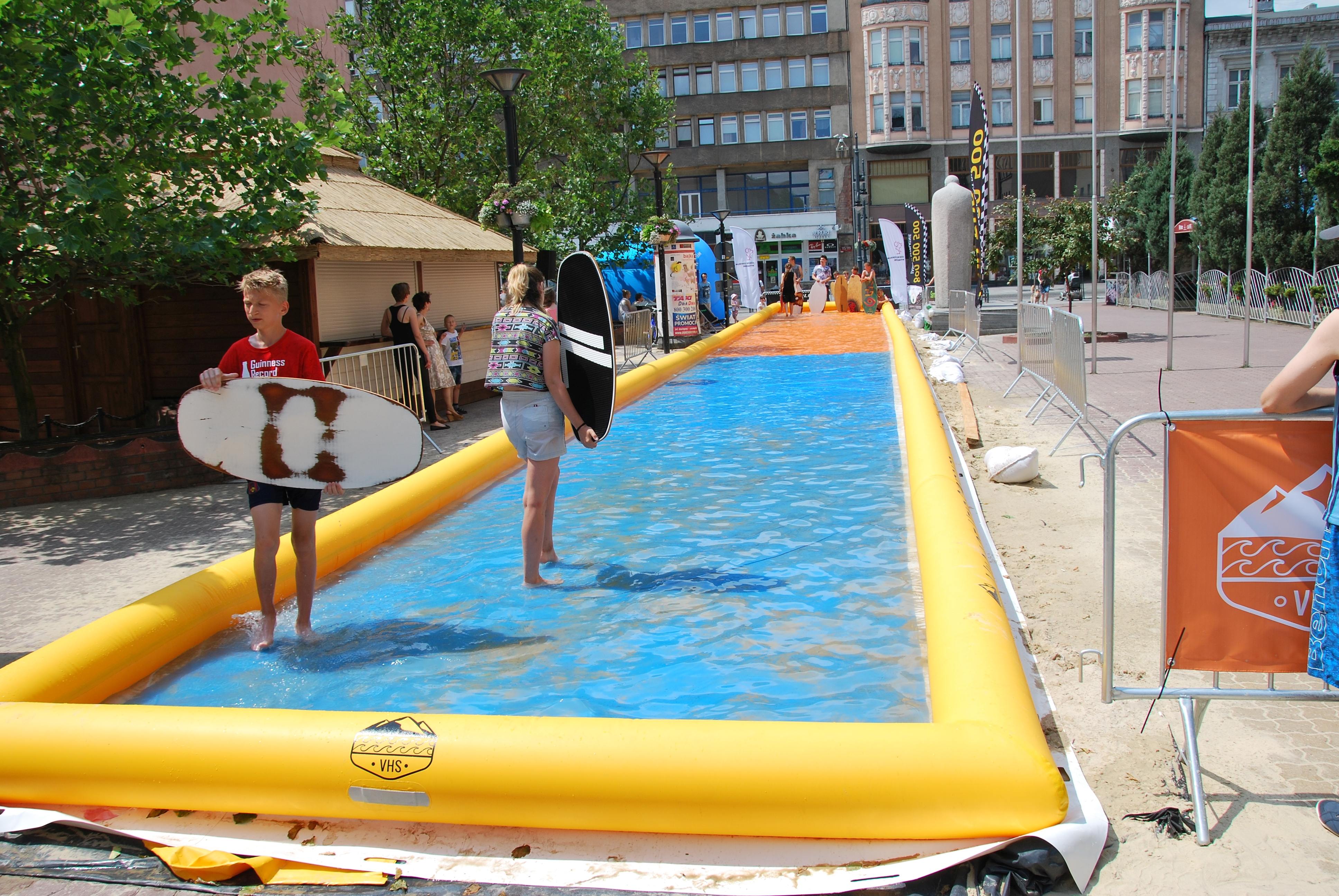
Bassin de skimboard urbain

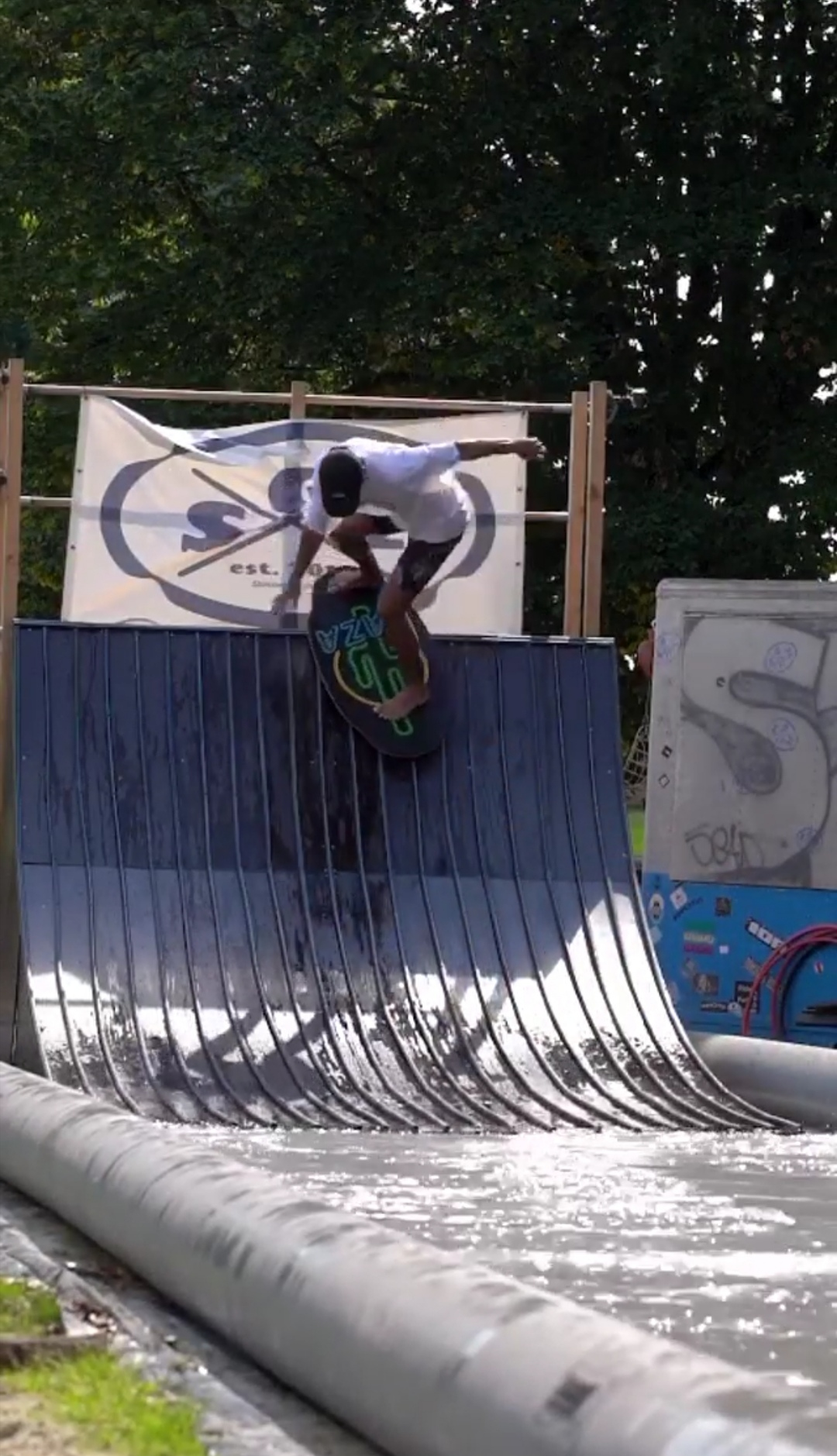
Bassin de skimboard urbain avec saut final

Les figures (tricks) du skimboard en pratique flat sont très similaires à celles du skateboard.
- Les rotations : celles-ci sont les figures les plus faciles à exécuter. Il s'agit en effet tout simplement de tourner sur soi-même avec la planche. La méthode la plus utilisée est de laisser trainer une main sur l'eau ou dans le sable d'un côté de la planche, cela aura pour effet d'entraîner le skimboardeur en rotation.

Le nom des figures de rotation est donné selon la rotation effectuée. Ainsi on peut avoir des 360° (un tour complet) 720° (deux tours), etc.
- Le ollie : à l'image du ollie en skateboard, il s'agit de décoller de l'eau avec la planche. Pour cela, le skimboardeur doit tout d'abord se trouver sur suffisamment d'eau (une pellicule d'eau de 1 cm ne permet pas de faire un ollie), il doit ensuite s'accroupir légèrement afin de pouvoir donner une impulsion et appuyer sur l'arrière de la planche avant de sauter. Certains ollies peuvent atteindre plus de 50 cm de haut pour les très bons skimboarders.

- Les shove-it : empruntée également au skateboard, ce type de figures consiste à faire tourner la planche sous ses pieds. Pour les shove-it simple, le skimboardeur, restant debout, doit pousser l'arrière de la planche d'un côté pour faire tourner celle-ci ; il doit en même temps décoller ses pieds de la planche afin de pouvoir laisser tourner celle-ci. Le shove-it est une demi rotation, le 360° shove-it est une rotation entière et ainsi de suite. On peut faire des 540° shove-it, etc., bien que cela soit rare car les pieds ne décollent pas beaucoup de la planche.

- Les pop shove-it : cette figure est une variante du shove-it. Il s'agit ici aussi de faire tourner la planche mais cette fois-ci en la décollant de l'eau. Pour cela le skimmer doit donner une impulsion avant de faire tourner la planche. L'avantage du pop shove-it est que l'on peut effectuer plus de rotations de la planche, bien que cette figure soit limitée aux skimmers très expérimentés.

- Le varial flip : figure la plus compliquée du skimboard, elle n'est réalisée aujourd'hui que par quelques skimboardeurs. Il s'agit en fait d'un kickflip. On doit dans un premier temps effectuer un ollie, puis taper la planche sur l'un des côtés afin de lui imprimer une double rotation selon un axe longitudinal et un axe vertical. Il lui faut ensuite retomber sur sa planche afin de rentrer cette figure.

## Le surf de vagues
En plus d'avoir une planche en composite performante il faut aussi bien maîtriser la montée rapide, car la vitesse de glisse nécessaire pour espérer surfer une vague est bien plus importante qu'en pratique flat. En effet, la planche devra parcourir une assez grande distance sur de l'eau profonde afin d'atteindre la vague, ce qui est beaucoup plus difficile que de simplement glisser par aquaplanage sur du sable mouillé. Si la vitesse est insuffisante, ou si la position sur la planche est en déséquilibre (planche cabrée, ou au contraire qui pique du nez), la planche coule immédiatement.  